# Alexandre Aja
Alexandre Aja, właśc. Alexandre Jouan-Arcady (ur. 7 sierpnia 1978 w Paryżu) – francuski reżyser, scenarzysta i producent filmowy.
Jego pseudonim artystyczny Aja to w istocie trzy pierwsze litery z jego pełnego nazwiska uformowane w wyraz.

## Życiorys
Jest synem repatrianckiego reżysera Alexandre’a Arcady’ego i krytyk filmowej Marie-Jo Jouan. Jego żoną jest marokańska reżyser Laïla Marrakchi. Aja jest pochodzenia żydowskiego.
Jako filmowy twórca Alexandre zadebiutował w wieku lat osiemnastu, kiedy to podjął się realizacji krótkometrażowego filmu Over the Rainbow. Reżyseria filmu do scenariusza własnego autorstwa przyniosła młodemu twórcy nominację do Złotej Palmy podczas Cannes Film Festival. W roku 1999 Aja wyreżyserował film Furia, powstały na bazie noweli Julia Cortázara pt. Graffiti.
Szokujący horror Blady strach, wydany we Francji w roku 2003, a w Stanach Zjednoczonych w 2005, wzniósł młodego twórcę na piedestał gatunku. Za jego realizację Aja został uhonorowany dwoma nagrodami (za reżyserię i w kategorii najlepszy film fantasy) podczas Catalonian International Film Festival.
Po obejrzeniu Bladego strachu, weteran kina grozy Wes Craven (Koszmar z ulicy Wiązów) zaproponował Alexandre’owi stanowisko reżysera filmu Wzgórza mają oczy, który był remakiem cravenowskiego filmu pod tym samym tytułem. Aja podjął się zadania, a remake ujrzał światło dzienne na początku 2006 roku. W 2007 roku napisał scenariusz do horroru Poziom −2, który następnie wyprodukował.
W roku 2008 zrealizował horror Lustra, remake koreańskiego filmu Into the Mirror. Reżyseria filmu uniemożliwiła Aja pracę nad sequelem poprzedniego projektu – horrorem Wzgórza mają oczy 2, za który ostatecznie odpowiedzialny został Martin Weisz. Aja zaangażował się także w reżyserię kolejnego remake’u; w roku 2010 ukazał się film Pirania 3D, opowiadający o ataku prehistorycznych piranii na Arizonę. Aja jest scenarzystą i producentem thrillera Maniac z 2012.